# Битва при Кансале
Би́тва при Канса́ле — осада города Габу (на территории современной Гвинеи-Бисау) в ходе военного конфликта между королевством Каабу и Имаматом Фута-Джаллон в союзе с народом фула из самого Каабу, которая продолжалась в течение 11 дней с 13 по 24 мая 1867 года.
В конце битвы Габу был полностью разрушен, что положило конец королевству Каабу. Позже город Габу был заново построен.

## Силы
По словам историка Джибрила Тамсира Ниана, в городе Габу было 25 000 солдат, половина из которых (около 12 500) находилась непосредственно внутри Габу.

## Осада
Считается, что силы Альфы Моло Балде окружали крепость в Габу около 1/3 месяца. Обе стороны были вооружены мушкетами, но не стремились наносить урон крепости. Причиной тому стало то, что, согласно легенде, Абду Худус — известный мурабит из города Тимбо, сказал Альфе Моло Балде, что та сторона, которая первая начнёт атаковать крепость, и проиграет войну. Также есть версия, что уже Фодай Барика Драммех сказал королю Янке Ваали то же самое.
Сторона Фута-Джаллона была взбешена этим, ведь она считала, что ждать и не нападать — это признак трусости. Но 13 мая 1867 года сторона королевства Каабу произвела выстрел, который положил начало 11-дневной битве.

## События
В течение всех 11 дней битвы командующие народа фула не могли направить свою кавалерию против крепостных стен города.
Считается, что единственной жертвой кавалерии Каабу был генерал Фарамба Тамба из Кумпентума, по национальности мандинка. Он был до смерти затоптан одним из всадников народа фула во время своего плена.
Народ фута понёс большие потери , многие из них были обезглавлены за попытку взобраться на стены, которые огораживали Габу с помощью лестниц.
Враги смогли зайти в город, ведь последний король Каабу — Янке Ваали приказал открыть ворота из-за огромного непреодолимого количества врагов.
В это время многие женщины, жившие в Габу , стали совершать самоубийства, прыгая в колодцы, чтобы не стать рабами врага.
Когда в городе уже находилось огромное число войск противников , Янке Ваали решил приказать своим сыновьям поджечь все склады с порохом в Габу, из которых шесть сгорели.

## Битва при Кансале в современности
История битвы при Кансале остаётся одной из известнейших среди гриотов, проживающих в современных Сенегале и Гамбии. Особенно известной история битвы остаётся среди гриотов национальности мандинка.